# Globba garrettii
Globba garrettii là một loài thực vật có hoa trong họ Gừng. Loài này được Kerr mô tả khoa học đầu tiên năm 1937.